# Kamelia (roślina)

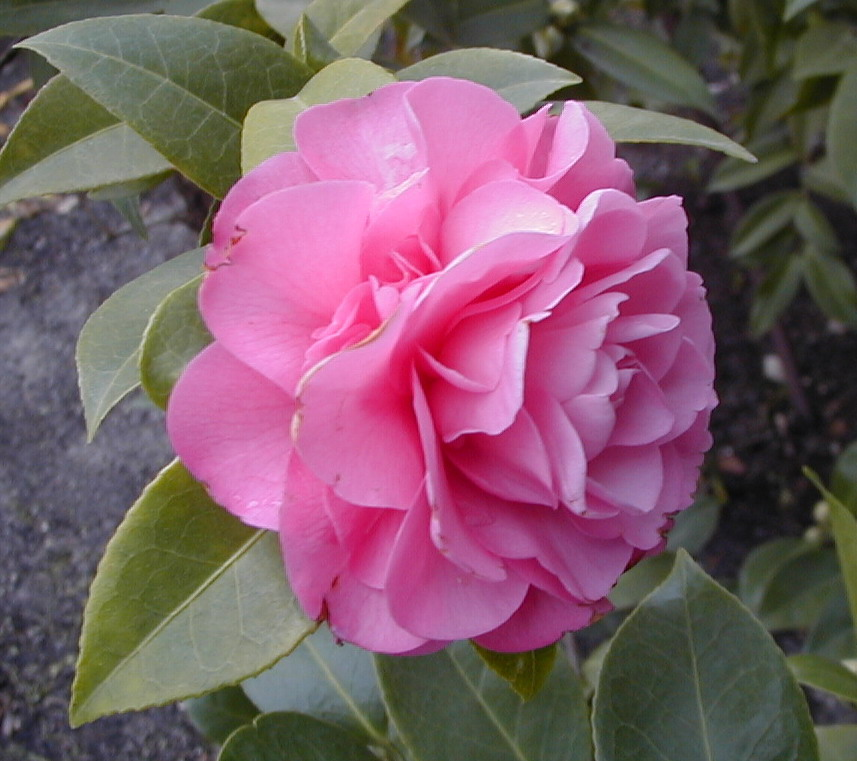
Kamelia odmiany 'Debbie'

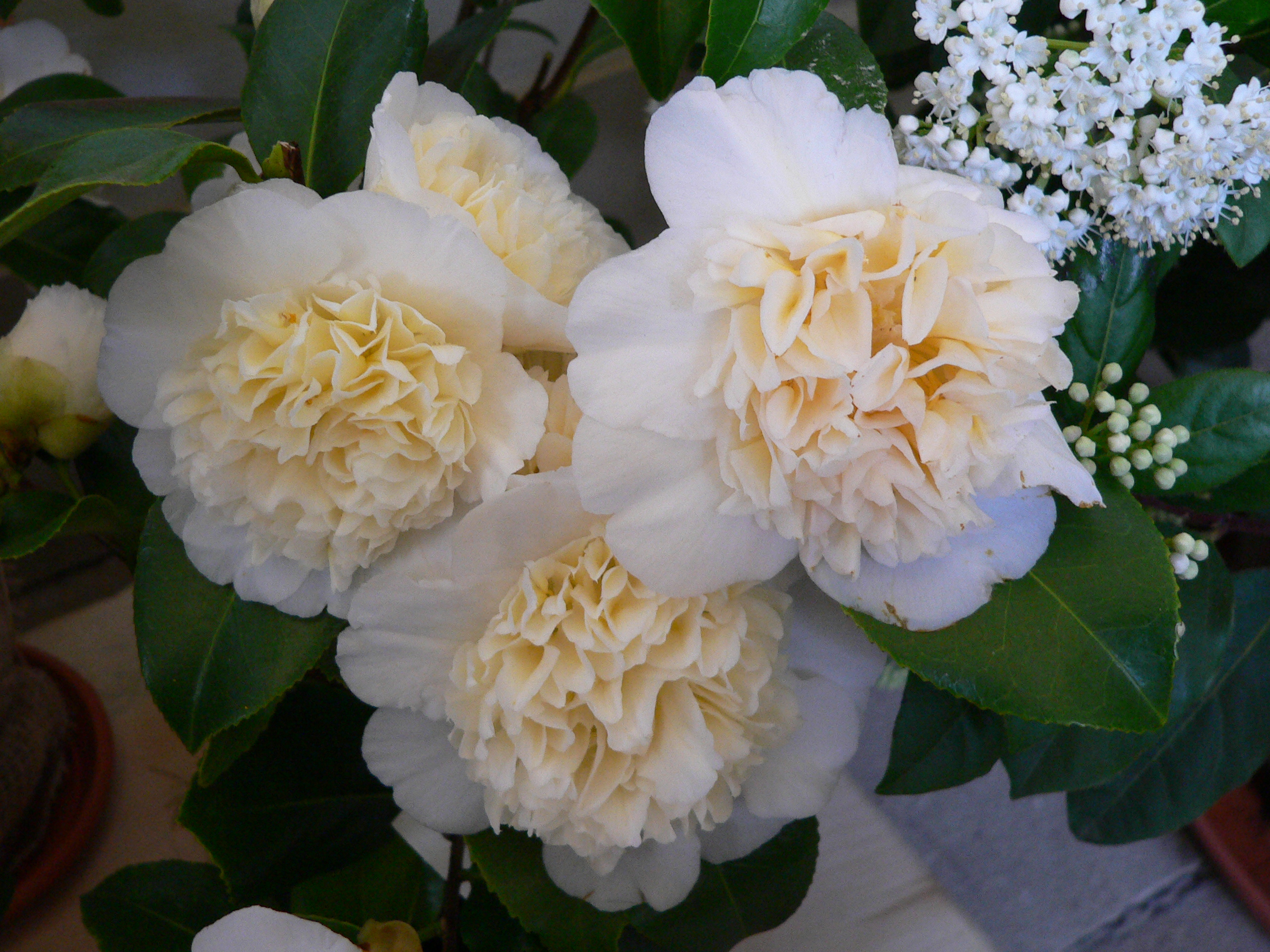
Kamelia odmiany 'Jury's Yellow'

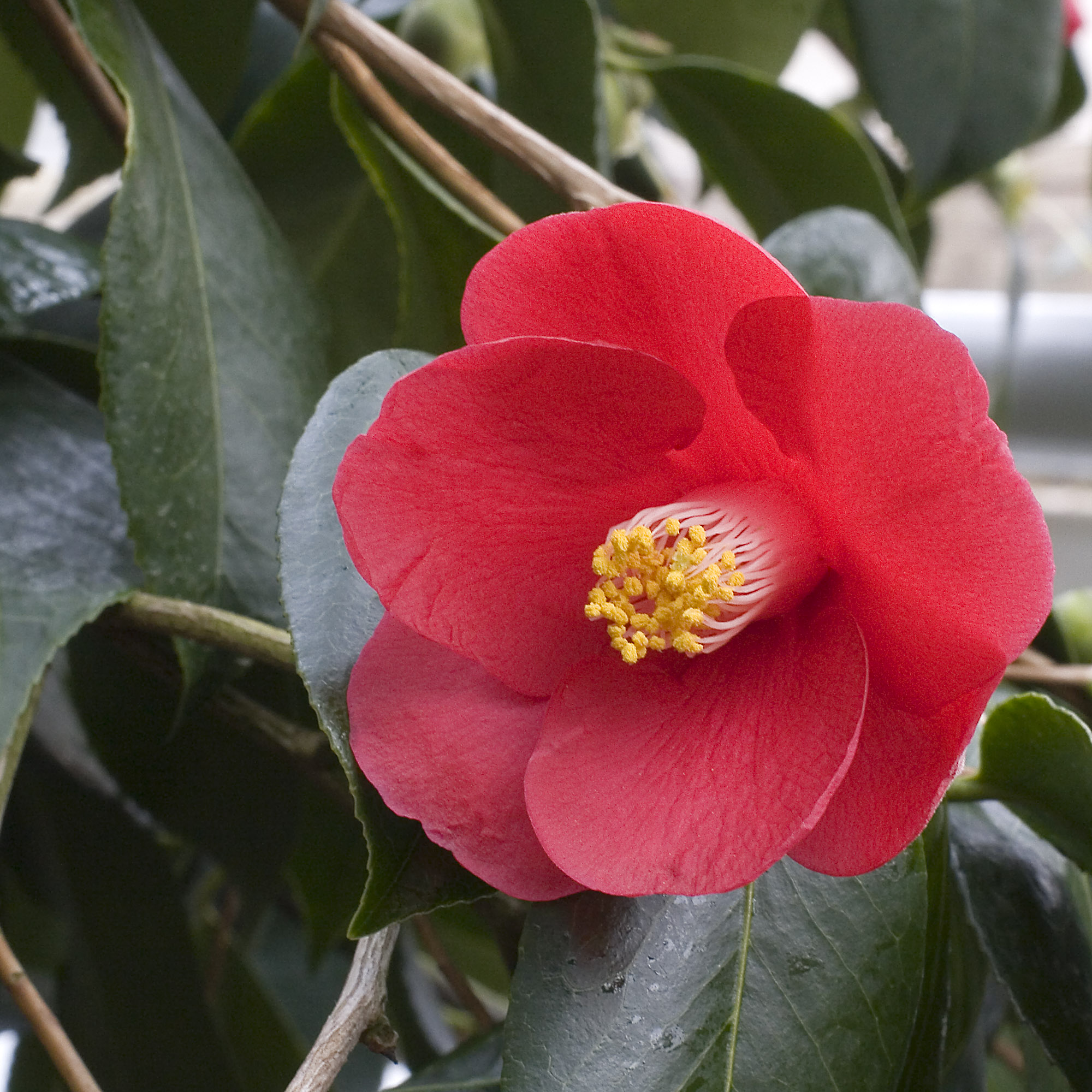
Kamelia japońska

Kamelia (Camellia L.) – rodzaj roślin z rodziny herbatowatych. Należy do niego ok. 215 gatunków. Rośliny te występują we wschodniej i południowo-wschodniej Azji, nieliczne gatunki rosną w Himalajach i na Archipelagu Malajskim. Na północy sięgają do południowej Korei i południowej Japonii. Kamelie w naturze rosną zwykle w lasach i na skalistych, górskich zboczach, często nad strumieniami.
Rośliny z tego rodzaju uprawiane są od ponad tysiąca lat w Chinach i Japonii. Początkowo pozyskiwano olej z ich nasion (ceniona i od dawna uprawiana w tym celu jest kamelia olejodajna), później stały się popularne jako ozdobne (zwłaszcza kamelia japońska) i źródło surowca do zaparzania herbaty (herbata chińska).

## Morfologia
PokrójZimozielone krzewy i drzewa osiągające maksymalnie do 15 m wysokości, często z korą gładką i czerwonawą.
LiścieSkrętoległe, skórzaste, pojedyncze, ogonkowe lub siedzące, o blaszkach niepodzielonych, zwykle piłkowane, rzadziej całobrzegie.
KwiatyWyrastają w kątach liści zwykle pojedynczo, czasem zebrane po dwa lub trzy), zazwyczaj są siedzące, ale u podrodzaju Thea szypułkowe i u tych roślin wsparte skrętoległymi przysadkami w liczbie 2–10, trwałymi lub odpadającymi, odmiennymi od 5 działek kielicha. W podrodzaju Camellia przysadki nie różnią się od działek i jest ich w sumie około 10. Korona kwiatu składa się 5–8 (rzadko do 12) płatków, często u dołu zrastających się, w kolorze białym, czerwonym lub żółtym. Pręciki są liczne, wyrastają w 2–6 okółkach. Zalążnia jest górna, 3–5 komorowa.
OwoceKulistawa, pękająca zwykle trzema klapami (rzadziej z inną liczbą klap i komór od jednej do pięciu) zdrewniała torebka z pojedynczymi, dużymi, zwykle kulistymi nasionami.

## Systematyka
Pozycja systematyczna
Rodzaj z podrodziny Theeae, rodziny herbatowatych Theaceae z rzędu wrzosowców.
Wykaz gatunków
- Camellia albata Orel & Curry
- Camellia amplexicaulis (Pit.) Cohen-Stuart
- Camellia amplexifolia Merr. & Chun
- Camellia andrefrancisii Orel & Curry
- Camellia anlungensis Hung T.Chang
- Camellia assimiloides Sealy
- Camellia aurea Hung T.Chang
- Camellia azalea C.F.Wei
- Camellia brevistaminata Orel & Curry
- Camellia brevistyla (Hayata) Cohen-Stuart
- Camellia bugiamapensis Orel, Curry, Luu & Q.D.Nguyen
- Camellia campanulata Orel, Curry & Luu
- Camellia candida Hung T.Chang
- Camellia capitata Orel, Curry & Luu
- Camellia cattienensis Orel
- Camellia caudata Wall.
- Camellia chekiangoleosa Hu
- Camellia cherryana Orel
- Camellia chinmeiae S.L.Lee & T.Y.A.Yang
- Camellia chrysanthoides Hung T.Chang
- Camellia columna Orel & Curry
- Camellia compacta Orel & Curry
- Camellia concinna Orel & Curry
- Camellia connata (Craib) Craib
- Camellia corallina (Gagnep.) Sealy
- Camellia cordifolia (F.P.Metcalf) Nakai
- Camellia costata S.Y.Hu & S.Y.Liang
- Camellia costei H.Lév.
- Camellia crapnelliana Tutcher
- Camellia crassicolumna Hung T.Chang
- Camellia crassipes Sealy
- Camellia crassiphylla Ninh & Hakoda
- Camellia crassisepala Orel & Curry
- Camellia cuongiana Orel & Curry
- Camellia cupiformis T.L.Ming
- Camellia curryana Orel & Luu
- Camellia cuspidata (Kochs) Bean
- Camellia dalatensis V.D.Luong, Ninh & Hakoda
- Camellia debaoensis R.C.Hu & Y.Q.Liufu
- Camellia decora Orel, Curry & Luu
- Camellia dilinhensis Ninh & V.D.Luong
- Camellia discorsa Orel & Curry
- Camellia dongnaicensis Orel
- Camellia dormoyana (Pierre ex Laness.) Sealy
- Camellia drupifera Lour.
- Camellia duyana Orel, Curry & Luu
- Camellia edithae Hance
- Camellia elizabethae Orel & Curry
- Camellia elongata (Rehder & E.H.Wilson) Rehder
- Camellia erubescens Orel & Curry
- Camellia euphlebia Merr. ex Sealy
- Camellia euryoides Lindl.
- Camellia exigua Orel & Curry
- Camellia fangchengensis S.Ye Liang & Y.C.Zhong
- Camellia fansipanensis J.M.H.Shaw, Wynn-Jones & V.D.Nguyen
- Camellia fascicularis Hung T.Chang
- Camellia flava (Pit.) Sealy
- Camellia flavida Hung T.Chang
- Camellia fleuryi (A.Chev.) Sealy
- Camellia fluviatilis Hand.-Mazz.
- Camellia foleyana Orel & Curry
- Camellia forrestii (Diels) Cohen-Stuart
- Camellia fragilis Orel & Curry
- Camellia fraterna Hance
- Camellia fulva Orel & Curry
- Camellia furfuracea (Merr.) Cohen-Stuart
- Camellia gaudichaudii (Gagnep.) Sealy
- Camellia gilbertii (A.Chev.) Sealy
- Camellia glabricostata T.L.Ming
- Camellia gracilipes Merr. ex Sealy
- Camellia grandibracteata Hung T.Chang, Y.J.Tan, F.L.Yu & P.S.Wang
- Camellia granthamiana Sealy
- Camellia grijsii Hance
- Camellia gymnogyna Hung T.Chang
- Camellia harlandii Orel & Curry
- Camellia hatinhensis V.D.Luong, Ninh & L.T.Nguyen
- Camellia hekouensis C.J.Wang & G.S.Fan
- Camellia hiemalis Nakai
- Camellia hirsuta Hakoda & Ninh
- Camellia honbaensis Luu, Q.D.Nguyen & G.Tran
- Camellia hongiaoensis Orel & Curry
- Camellia hongkongensis Seem.
- Camellia hsinpeiensis S.S.Ying
- Camellia huana T.L.Ming & W.J.Zhang
- Camellia ilicifolia Y.K.Li
- Camellia illia Orel & Curry
- Camellia impressinervis Hung T.Chang & S.Ye Liang
- Camellia indochinensis Merr.
- Camellia ingens Orel & Curry
- Camellia insularis Orel & Curry
- Camellia × intermedia (Tuyama) Nagam.
- Camellia inusitata Orel, Curry & Luu
- Camellia japonica L. – kamelia japońska
- Camellia kissii Wall.
- Camellia krempfii (Gagnep.) Sealy
- Camellia kwangsiensis Hung T.Chang
- Camellia lanceolata (Blume) Seem.
- Camellia langbianensis (Gagnep.) P.H.Hô
- Camellia laotica (Gagnep.) T.L.Ming
- Camellia latifolia Orel & Curry
- Camellia lawii Sealy
- Camellia leptophylla S.Ye Liang ex Hung T.Chang
- Camellia ligustrina Orel, Curry & Luu
- Camellia longicalyx Hung T.Chang
- Camellia longii Orel & Luu
- Camellia longipedicellata (Hu) Hung T.Chang & D.Fang
- Camellia longissima Hung T.Chang & S.Ye Liang
- Camellia lucii Orel & Curry
- Camellia lutchuensis T.Itô
- Camellia luteocerata Orel
- Camellia luteoflora Y.K.Li ex Hung T.Chang & F.A.Zeng
- Camellia luteonerva Orel & Curry
- Camellia luteopallida V.D.Luong, T.Q.T.Nguyen & Luu
- Camellia luuana Orel & Curry
- Camellia maiana Orel
- Camellia mairei (H.Lév.) Melch.
- Camellia maoniushanensis J.L.Liu & Q.Luo
- Camellia megasepala Hung T.Chang & Trin Ninh
- Camellia melliana Hand.-Mazz.
- Camellia micrantha S.Ye Liang & Y.C.Zhong
- Camellia mileensis T.L.Ming
- Camellia mingii S.X.Yang
- Camellia minima Orel & Curry
- Camellia mollis Hung T.Chang & S.X.Ren
- Camellia montana (Blanco) Hung T.Chang & S.X.Ren
- Camellia multigemma Orel & Curry
- Camellia murauchii Ninh & Hakoda
- Camellia namkadingensis Soulad. & Tagane
- Camellia nematodea (Gagnep.) Sealy
- Camellia nervosa (Gagnep.) Hung T.Chang
- Camellia ngheanensis N.D.Do, V.D.Luong, N.S.Lý, T.H.Lê & D.H.Nguy?n
- Camellia oconoriana Orel, Curry & Luu
- Camellia oleifera C.Abel – kamelia olejodajna
- Camellia pachyandra Hu
- Camellia pallida Orel & Curry
- Camellia parviflora Merr. & Chun ex Sealy
- Camellia parvimuricata Hung T.Chang
- Camellia parvula Orel & Curry
- Camellia paucipunctata (Merr. & Chun) Chun
- Camellia pentagonalema Orel & Curry
- Camellia petelotii (Merr.) Sealy
- Camellia phanii Hakoda & Ninh
- Camellia philippinensis Hung T.Chang & S.X.Ren
- Camellia pilosperma S.Yun Liang
- Camellia pingguoensis D.Fang
- Camellia piquetiana (Pierre) Sealy
- Camellia pirifructa Orel & Curry
- Camellia pitardii Cohen-Stuart
- Camellia pleurocarpa (Gagnep.) Sealy
- Camellia polyodonta F.C.How ex Hu
- Camellia psilocarpa X.G.Shi & C.X.Ye
- Camellia ptilophylla Hung T.Chang
- Camellia pubicosta Merr.
- Camellia pubifurfuracea Y.C.Zhong
- Camellia pubipetala Y.Wan & S.Z.Huang
- Camellia puhoatensis N.S.Lý, V.D.Luong, T.H.Lê, D.H.Nguy?n & N.D.Do
- Camellia pukhangensis N.D.Do, V.D.Luong, S.T.Hoang & T.H.Lê
- Camellia pulchella Orel & Curry
- Camellia punctata (Kochs) Cohen-Stuart
- Camellia pyriparva Orel & Curry
- Camellia pyxidiacea Z.R.Xu, F.P.Chen & C.Y.Deng
- Camellia quangcuongii L.V.Dung, S.T. Hoang & Nhan
- Camellia reflexa Orel & Curry
- Camellia renshanxiangiae C.X.Ye & X.Q.Zheng
- Camellia reticulata Lindl.
- Camellia rhytidocarpa Hung T.Chang & S.Ye Liang
- Camellia rosacea Tagane, Soulad. & Yahara
- Camellia rosiflora Hook.
- Camellia rosmannii Ninh
- Camellia rosthorniana Hand.-Mazz.
- Camellia rostrata S.X.Yang & S.F.Chai
- Camellia rubriflora Ninh & Hakoda
- Camellia salicifolia Champ.
- Camellia saluenensis Stapf ex Bean
- Camellia sasanqua Thunb. – kamelia mała
- Camellia scabrosa Orel & Curry
- Camellia sealyana T.L.Ming
- Camellia semiserrata C.W.Chi
- Camellia septempetala Hung T.Chang & L.L.Qi
- Camellia siangensis T.K.Paul & M.P.Nayar
- Camellia sinensis (L.) Kuntze – herbata chińska
- Camellia sonthaiensis Luu, V.D.Luong, Q.D.Nguyen & T.Q.T.Nguyen
- Camellia stellata Orel & Curry
- Camellia stuartiana Sealy
- Camellia subintegra P.C.Huang
- Camellia synaptica Sealy
- Camellia szechuanensis C.W.Chi
- Camellia szemaoensis Hung T.Chang
- Camellia tachangensis F.S.Zhang
- Camellia tadungensis Orel, Curry & Luu
- Camellia taliensis (W.W.Sm.) Melch.
- Camellia tenii Sealy
- Camellia thailandica Hung T.Chang & S.X.Ren
- Camellia thanxaensa Hakoda & Kirino
- Camellia tienyenensis Orel & Curry
- Camellia tomentosa Orel & Curry
- Camellia tonkinensis (Pit.) Cohen-Stuart
- Camellia transarisanensis (Hayata) Cohen-Stuart
- Camellia trichoclada (Rehder) S.S.Chien
- Camellia triquetra Orel & Curry
- Camellia tsaii Hu
- Camellia tsingpienensis Hu
- Camellia tuberculata S.S.Chien
- Camellia tuyenquangensis V.D.Luong, Le & Ninh
- Camellia uraku Kitam.
- Camellia venusta Orel & Curry
- Camellia villicarpa S.S.Chien
- Camellia viridicalyx Hung T.Chang & S.Ye Liang
- Camellia viscosa Orel & Curry
- Camellia vuquangensis V.D.Luong, Ninh & L.T.Nguyen
- Camellia wardii Kobuski
- Camellia wilkesiana Orel & Curry
- Camellia xanthochroma K.M.Feng & L.S.Xie
- Camellia yokdonensis Dung bis & Hakoda
- Camellia yunnanensis (Pit. ex Diels) Cohen-Stuart
- Camellia zhaiana S.X.Yang

## Zastosowanie
- Sztuka kulinarna. Z liści herbaty chińskiej przyrządza się napój zwany herbatą. W Europie znana jest od 1610 roku[6].
- Rośliny ozdobne. Kamelie są jednymi z najbardziej popularnych roślin ozdobnych. Ogrodnicy wyhodowali ponad dwa tysiące kultywarów, głównie pochodzących z kamelii japońskiej[6]. Z powodu walorów ozdobnych cenione są także C. reticulata i kamelia mała. Przy krzyżowaniu gatunków w celu uzyskania atrakcyjnych odmian wykorzystywane są także: C. petelotii (żółty kolor kwiatów), C. oleifera (mrozoodporność), C. grijsii i C. lutchuensis (zapach)[5].
- Nasiona kamelii cechują się dużą zawartością olejów. Oleje pozyskiwane są z nasion głównie kamelii olejodajnej[5], ale także: C. chekiangoleosa, C. drupifera, C. reticulata[5], kamelii japońskiej i małej[6].

## Uprawa
Uprawa ogrodowa jest możliwa tylko w krajach o łagodnym klimacie i dużej wilgotności powietrza. W krajach o zimniejszym klimacie kamelie uprawiane są jako roślina doniczkowa lub szklarniowa. Rośliny z tego rodzaju kwitną w czasie zimy i wiosny. Są bardzo wrażliwe na niską temperaturę. Podłoże powinno być próchniczne i lekko kwaśne. W pokoju roślinę ustawia się w miejscu słonecznym, latem najlepiej wynieść na dwór. Ziemia w doniczce powinna być stale wilgotna, zimą należy roślinę zraszać wodą. Nawozi się słabą dawką nawozów takich, jak do rododendronów.

## Odniesienia w kulturze
- Dama kameliowa – powieść Aleksandra Dumasa (syna)
- Kameliowy ogród – powieść Sarah Jio